# Dodge Power Wagon

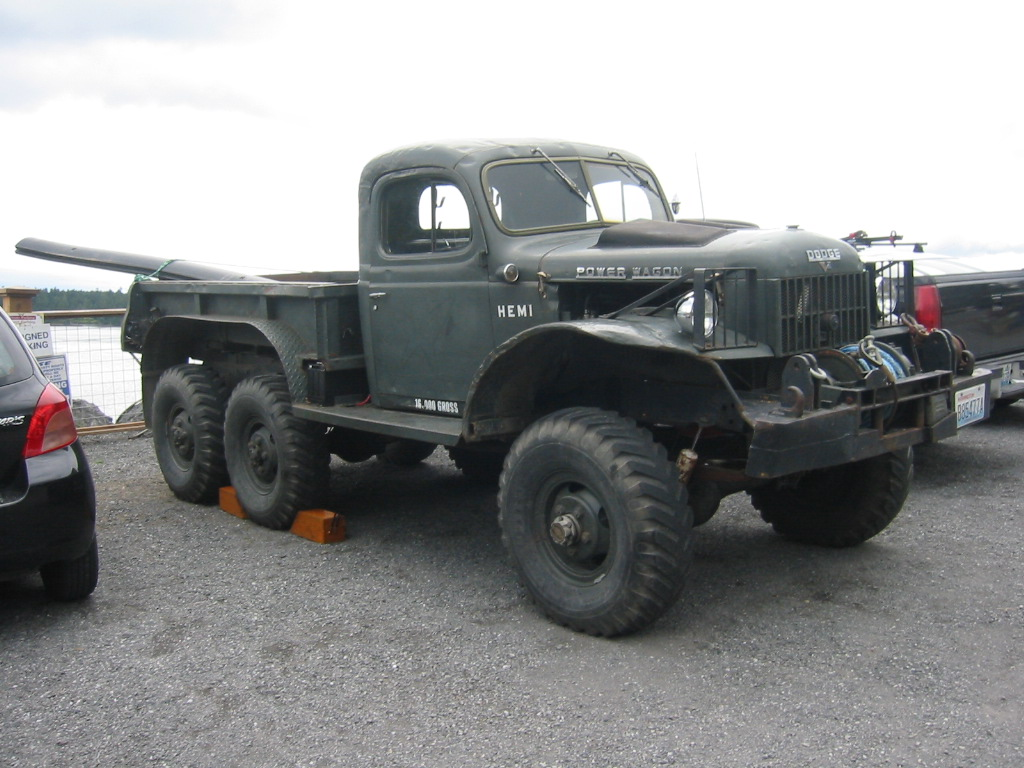
Sonderanfertigung als 6-rädriger Dodge Power Wagon im Jahre 2007

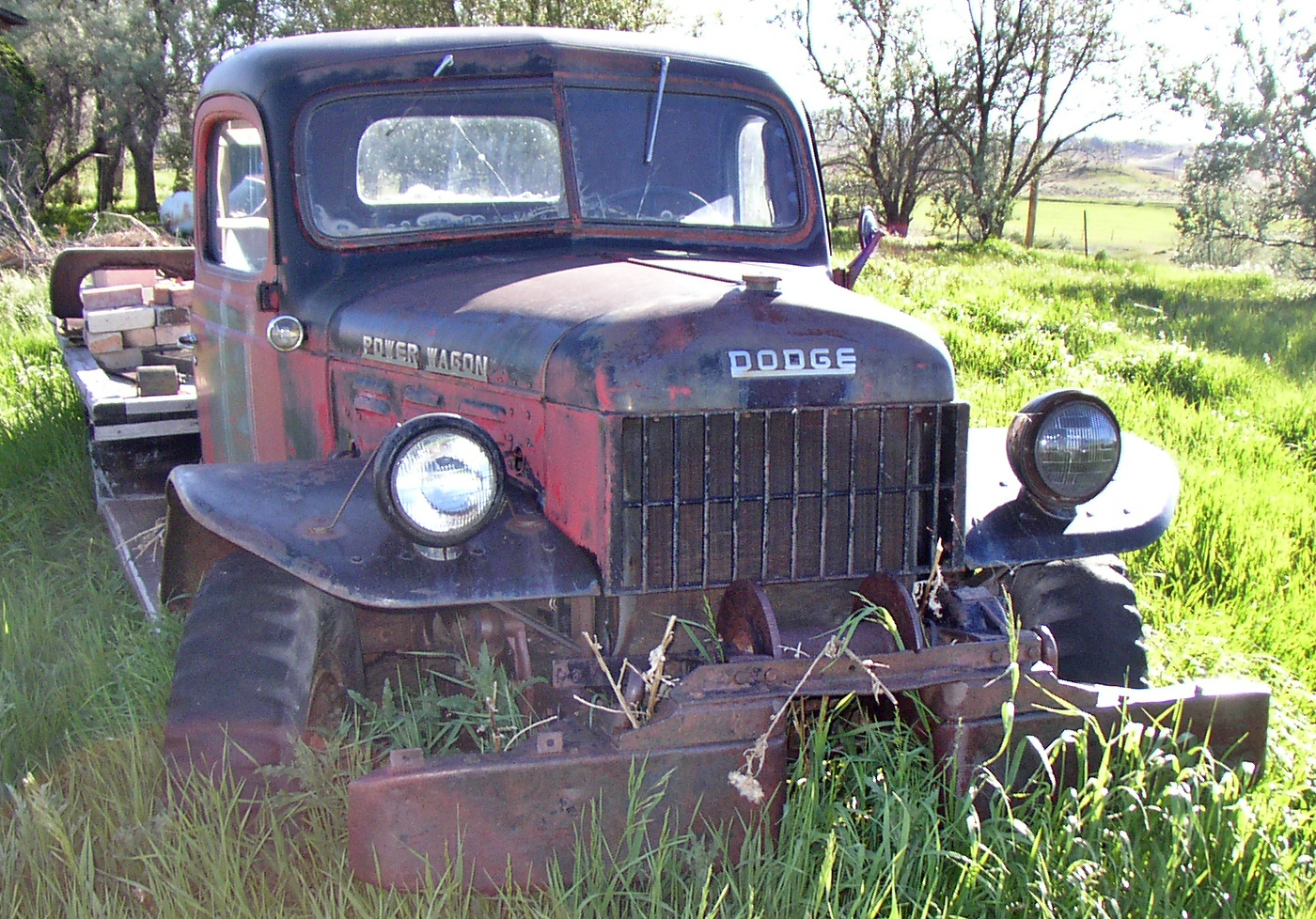
Power Wagon als Pritschenausführung im Originalzustand

Der Dodge Power Wagon wurde gebaut als Pritschenwagen oder Pick-up mit Allradantrieb, den Dodge von 1945 bis 1969 herstellte. Diese frühe Version basierte auf einer Militär-LKW-Reihe (die Dodge WC-Serie) und ist der Vorgänger vieler heutiger Allrad-Pick-ups und -LKW.

## Geschichte
Der zivile Dodge Power Wagon wurde Ende 1945 als 1946er Modelljahr eingeführt. Er ruhte auf einem 3/4-Tonnen Militärfahrzeug-Rahmen, hatte ein ziviles Führerhaus und einen extra dafür konstruierten 2,5 m langen Kastenaufbau. Er hatte einen Radstand von 3.200 mm und einen seitengesteuerten Reihensechszylindermotor mit 3.769 cm³ Hubraum, eine Geländeuntersetzung, ein 4-Gang-Getriebe mit Zapfwellen zum Antrieb von Hilfsaggregaten vorne und hinten am Fahrzeug und 9,00"/16-8 Reifen auf Trilex-Felgen 16" × 6,5". 1961 wurde der 3,8 Liter-Motor durch ein Exemplar mit 4.113 cm³ Hubraum ersetzt. Der als Eintonner geführte Power Wagon hatte ein zulässiges Gesamtgewicht von 3.941 kg. Die maximale Zuladung lag bei 1.359 kg.
Der Power Wagon wurde bis ins Modelljahr 1968 angeboten. Eine Reihe von Verbesserungen wurden über die Jahre eingeführt, aber die Grundkonstruktion blieb erstaunlicherweise während seiner gesamten Produktionszeit gleich. Chrysler stellte ab 1969 den Verkauf des Power Wagon in den USA ein, weil das 30 Jahre alte Führerhaus die neuen nationalen Sicherheitsvorschriften für leichte LKW nicht erfüllte, aber für den Export wurde das Modell noch bis 1978 hergestellt.
Die ersten leichten Power Wagon kamen 1957 heraus, der W 100 und W 200 (Anfang 1957 hießen die 1/2-Tonnen-Pickups mit Hinterradantrieb D 100 und die allradangetriebenen waren die W 100). Diese Wagen hatten übliche Führerhäuser und Schnauzen und die Kastenaufbauten der Modelle mit Hinterradantrieb. Der komplette Vierradantrieb wurde von Zulieferfirmen bezogen. Die Chrysler Corporation besaß die New Process Gear Company, die alle Allradantriebe für die Industrie und viele Getriebe für leichte LKW herstellte.
Der Eintonner Power Wagon W 300 kam 1958 heraus. In den nächsten zehn Jahren bestand das Modellprogramm aus dem militärischen W 300 M, dem W 100, dem W 200 und dem W 300. Werksmäßig gefertigt gab es nur Fahrgestelle mit Führerhaus oder Pickups. Ab 1966 wurden der Power Wagon W 100 auch als „Town Panel“ und „Town Wagon“ angeboten. 1966 wurde auch die Doppelkabine für den W 200 eingeführt.
Der Zweitonner Power Wagon W 500 (nur Fahrgestell mit Führerhaus) wurde 1956 als C3-HW eingeführt und bis zum Modelljahr 1971 hergestellt. Dieser wurde 1972 vom W 600 ersetzt (auch nur als Fahrgestell mit Führerhaus verfügbar), den man bis zur Aufgabe aller mittelschwerer Dodge-LKW 1977 fertigte. Als Ersatz wurde 1977 der W 400 eingeführt.
Der Name Power Wagon wurde 1981 bei Einführung des Ram aufgegeben; die Allradmodelle hießen Power Ram und wurden bis 1993 hergestellt.

## Militärische Power Wagon
- Im Zweiten Weltkrieg: die WC-Serie (oft "Weapons Carrier" genannte Version) als Halbtonner, Dreivierteltonner und Anderthalbtonner. Das Modell wurde von allen Einheiten benutzt, die Truppen oder Nachschub transportierten. Daneben gab es Krankenwagen, Radiowagen und Spezialzweckwagen; manche Versionen sowohl mit oder ohne Seilwinde an der vorderen Stoßstange.
- Im Koreakrieg: der M 37-Dreivierteltonner, einschließlich der B1-Variante.[1] Wurde hauptsächlich vom Marinekorps als Allzweckfahrzeug genutzt.
- Der M 37 wurde auch in Kanada eingesetzt.

## W200, M 880 und M 890

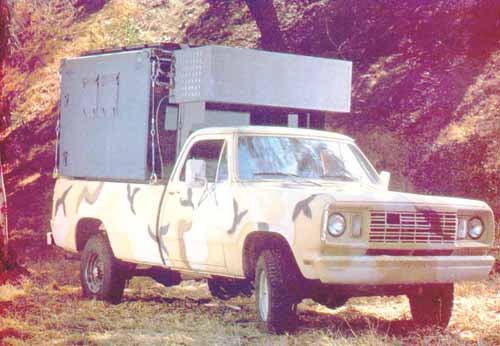
Dodge W 200

Die W200 (Modellbezeichnung der United States Army M 880 Series) wurden seit den frühen 1970er Jahren in großen Stückzahlen für das US-Heer beschafft. Sie lösten die M 37 ab, die in ihrer ersten Auflage bereits im Zweiten Weltkrieg eingesetzt worden waren.
Diese Fahrzeuge gehören der zweiten Generation der Dodge D-Serie an und sind auf der Chrysler AD-Plattform aufgebaut. Sie entsprechen weitgehend den Zivilversionen, wobei W für Allradantrieb und 200 für die Nutzlast (0,75 sh tn oder 680 kg) steht. Nachteilig für die Logistik war, dass der Dodge W200 über einen Benzinmotor verfügte, was zur Folge hatte, dass bei Einsätzen neben dem allgemein verwendeten Diesel zusätzlich Benzin in Tankwagen mitgeführt werden musste. Das und der Umstand, dass es sich beim W200 um einen „Säufer“ handelte (selbst bei vorsichtiger Fahrweise 18–20 Liter auf 100 km), veranlassten das US-Army Logistic System, den Wagen bereits nach circa 10 Jahren auszumustern und durch die neuen Humvees und teilweise durch die Pick-ups der M 1008-Serie (CUCV) zu ersetzen.
Heute setzt die US-Army nur noch ganz wenige M 880 ein – meist aus nostalgischen Gründen. Riesige Kontingente wurden verschrottet oder von der Verwertungsgesellschaft der US-Army in Europa und Übersee an Privatleute und Firmen verkauft. Oft sieht man sie mit Zivilkennzeichen und sonst unverändert.
Die M 880 Series wurden an die US-Army in folgenden Ausführungen geliefert:
| Typ                        | Antriebsformel | Beschreibung                         |
| -------------------------- | -------------- | ------------------------------------ |
| Truck Cargo 1,25 ton M 880 | 4×4            | Grundtyp                             |
| Truck Cargo 1,25 ton M 881 | 4×4            | andere Elektrik, 24 V                |
| Truck Cargo 1,25 ton M 882 | 4×4            | Halterung an Ladefläche für Antennen |
| Truck Cargo 1,25 ton M 883 | 4×4            | anderer Aufbau für Shelter           |
| Truck Cargo 1,25 ton M 884 | 4×4            | Quertraverse für Shelteraufbau       |
| Truck Cargo 1,25 ton M 885 | 4×4            | Quertraverse für Shelteraufbau       |
| Truck Cargo 1,25 ton M 886 | 4×4            | Ambulanz                             |
| Truck Cargo 1,25 ton M 888 | 4×4            | Telephone Maintenance Truck          |
| Truck Cargo 1,25 ton M 890 | 4×2            | Grundtyp                             |
| Truck Cargo 1,25 ton M 891 | 4×2            | andere Elektrik, 24 V                |
| Truck Cargo 1,25 ton M 892 | 4×2            | Halterung an Ladefläche für Antennen |
| Truck Cargo 1,25 ton M 893 | 4×2            | Ambulanz                             |

Außerdem gab es noch den Typ M 887 4×4 mit einer vollständigen Schweißausrüstung als eigenständiges Modell.
Allgemeine Daten des Grundtyps M 880 4×4:
- Typ: Dodge W 200
- Leergewicht: 2.108 kg (4.648 lbs)
- Zuladung: 1.134 kg (2.500 lbs)
- Gesamtgewicht: 3.515 kg (7.748 lbs)
- Achslast, hinten: 2.068 kg (4.558 lbs)
- Achslast, vorne 1.447 kg (3.190 lbs)
- Radstand: 3,3274 m (131,00 inch)
- Bodenfreiheit: etwa 0,21 m (8,50 inch)
- Höhe: 1,8758 m (73,85 inch, ohne Aufbau, Plane)
- Länge: 5,556 m (218,74 inch)
- Breite: 2,0193 m (79,50 inch)
- Motor: Chrysler V-Motor mit 8 Zylindern, Normalbenzin, OHV
- Hubraum: 5,217 Liter (318,3 in3)
- Leistung: 150 PS bei 4.000/min
- Höchstgeschwindigkeit: 72 km/h (45 mph, empfohlen), tatsächlich aber 150 km/h und mehr
- Getriebe: Automatik, Dreigang mit Rückwärtsgang und zweistufiger Untersetzung (Transfercase, nur bei 4x4)
- Allradantrieb: permanent (4x4)
- Tankinhalt: 75,7 l (20 gal)
- Motoröl: 4,732 l (5,0 qts) ohne Filter, 5,68 l (5,686 qts) mit Filter
- Kühlung: 17 l (18 qts)
- Reifengröße: 9.50R16,5D
- Felge: 16,5×6,75
- Elektrik: 12 Volt (bei einigen Typen 24 Volt für Shelter, Funk usw.)
- Anhängekupplung: US-Army-Ausführung für M 101, 0,75-Tonnen-Anhänger (militärische Zuladung) oder kurzzeitiges Abschleppen per Stange anderer M-880-Typen.

### Umbauten für das Marinekorps
Das United States Marine Corps nutzte den M 37-Dreivierteltonner häufig. Sie bauten die Wagen in verschiedener Weise um:
- Vollausstattung für Tiefwasserfurten (wasserdichter Motor und Elektrik, Vorrüstung für Ansaugschnorchel)
- Verladeösen am vorderen Stoßfänger
- Schutz für die Rückleuchten mit Verladeösen
- Griff an der Motorhaube

### Dodge Dreivierteltonner für spezielle Einsätze
- M 152 Funkwagen
- M 43 Ambulanzwagen

## 2005–heute
2005 führte Dodge den Namen Power Wagon wieder für eine Version des Dodge Ram ein. Es handelt sich dabei um eine spezielle Offroadversion des Ram 2500 mit einem 5,7 Liter-Chrysler-Hemi-V8-Motor. Die Besonderheiten dieses Modells sind elektrische Sperrdifferentiale hinten und vorne, ein elektrisch entkoppelbarer Torsionsstab, eine integrierte Seilwinde für bis zu 5,4 Tonnen, Bodenfreiheitsanzeige, schwarze Kotflügel, 17"-Räder, "Power Wagon"-Aufschriften an Türen und Heckklappe, größere 33"-BF Goodrich-Gelände-T/A-Reifen und 40 mm mehr Bodenfreiheit mit Bilstein-Monotube-Gasdruckstoßdämpfern, was die Fahrzeughöhe auf 2.047 mm erhöht.
Als Innenausstattung wird Vinyl oder Leder angeboten, aber es gibt diese Ausführung nur mit normalem Führerhaus und 2,4 m langer Pritsche oder mit Doppelkabine und 1,95 m langer Pritsche.
Gewichtsangaben:
- Zul. Gesamtgewicht – 3.855 kg
- Zul. Zuggesamtgewicht – 7.700 kg
- Achslast (vorne) – 2.038 kg
- Achslast (hinten) – 2.781 kg
- Max. Zuladung – 1.019 kg
- Max. Anhängelast – 4.800 kg